# Новий Корогод
Но́вий Корого́д —  село в Україні, у Бучанському районі Київської області. Населення становить 572 осіб. Входить до складу Бородянської селищної громади.

## Історія
Село засноване 1986 року для переселенців із Чорнобильської зони, мешканців села Корогод. Спочатку називалося Жовтневе, проте за проханням мешканців Указом Президії ВР УРСР від 24 жовтня 1989 року присвоєна нинішня назва.
Збудоване будівельниками Харківського тресту № 86 комбінату Харківпромбуд на місці колишнього колгоспного саду біля с. Жовтневе. 23 серпня 1986 року символічний ключ від села було передано новоселам. У нові 244 будинки вселилося 711 осіб із відселеного села Чорнобильського району.
У 1986 році в новому селі народилися перші корінні жителі — малюки Юлія Бойко та Сергій Ковальчук. [джерело?]